# Gyrostemon ditrigynus
Gyrostemon ditrigynus är en tvåhjärtbladig växtart som beskrevs av Alexander Segger George. Gyrostemon ditrigynus ingår i släktet Gyrostemon och familjen Gyrostemonaceae. Inga underarter finns listade i Catalogue of Life.